# فرودگاه توروخانسک
فرودگاه توروخانسک (به روسی: Аэропо́рт Туруха́нск) فرودگاهی عمومی واقع در توروخانسک در کشور روسیه است.

## شرکت‌های هواپیمایی و مقصدهای پروازی
| شرکت‌های هواپیمایی | مقصدهای پروازی      |
| ----------------- | ------------------- |
| KrasAvia          | پودکامنایا تونگوسکا |
| نورداستار         | یملیانو             |
| یوتی‌ایر اوییشن    | ایگارکا، رسچینو     |